# Enugu Sul
Enugu South é uma Área de Governo Local do Enugu (estado), Nigéria. Sua sede está na cidade de Uwani.
Tem uma área de 67 km² e uma população de 198.032 no recenseamento de 2006.
O código postal da área é 400.